# Okularriss

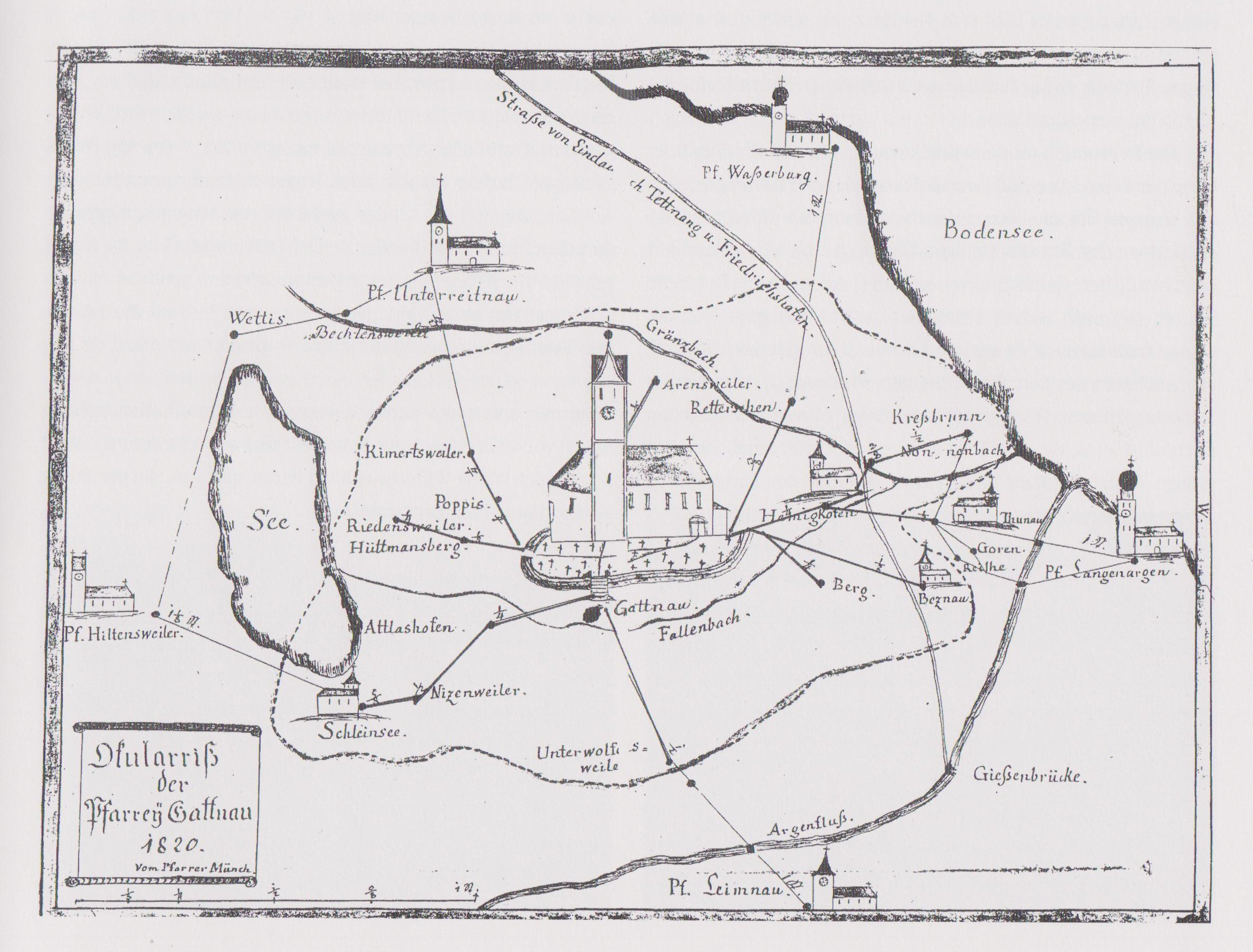
Okularriss der Pfarrei Gattnau (1820)

Ein Okularriss (lat. oculus = mit dem Auge) ist eine nach dem Augenmaß gemachte Zeichnung einer Gegend oder eines Gegenstandes, welche eine ungefähre Idee von der Ansicht bzw. Ausführung des Ganzen geben soll, besonders die Brouillonkarte, die ein Geodät zunächst von der aufzunehmenden Feldmark entwirft, und nach dessen Anleitung er dann die genauen Messungen im Einzelnen zu vollziehen hat.